# Джунг, Али Явар
Али Явар Джунг (англ. Nawab Ali Yavar Jung Bahadur, хинди अली यावर जंग; февраль 1906, Хайдарабад, Британская Индия — 11 декабря 1976, Бомбей) — индийский государственный деятель, дипломат. Посол Индии в Аргентине (1952—1954), Египте (1954—1958), СФРЮ и Греции (1958—1961), Франции (1961—1965) и США (1968—1970). Губернатор индийского штата Махараштра (1970—1976).

## Биография
Родился в известной хайдарабадской семье учёных, администраторов и педагогов, учился в Куинз-колледж (Оксфордский университет).
С 1945 по 1946 и с 1948 по 1952 год служил вице-канцлером в Османском университете. В 1965—1968 годах был вице-канцлером Алигархского мусульманского университета. В 1946—1947 годах занимал пост министра по конституционным вопросам, жилищным делам и образованию, здравоохранению и местному самоуправлению в княжестве Низам (теперь штат Хайдарабад)
С 1952 года — на дипломатической работе. В 1970—1976 годах был губернатором штата Махараштра.

## Награды
- Падма Бхушан (1959)
- Падма вибхушан (1977)

## Память
- В его честь названо шоссе Western Express в Мумбаи и находящийся там Национальный институт инвалидов по слуху.